# National Preserve

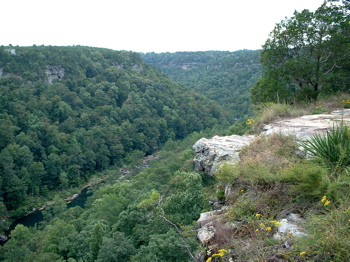
Little River Canyon National Preserve

National Preserves (deutsch Nationale Schutzgebiete) sind Gebiete in den Vereinigten Staaten, die vom Kongress als Naturschutzgebiete ausgewiesen wurden. Sie werden zumeist vom National Park Service verwaltet. Ausnahmen sind die Valles Caldera National Preserve unter der Verwaltung des United States Forest Service und der Preserve-Anteil von Craters of the Moon National Monument and Preserve des Bureau of Land Management.
Die Preserves ähneln in ihrem Schutzstatus den Nationalparks, in ihnen ist aber im Gegensatz zu diesen Beweidung, Bergbau, Förderung von Erdöl/-gas sowie meistens Jagd und Fallenstellen zulässig.
Beispiele für National Preserves sind:
- Das Bering Land Bridge National Preserve in Alaska, das Reste von Beringia, einer während der Eiszeit des Pleistozän bestehenden Landbrücke zwischen Nordamerika und Asien, unter Schutz stellt.
- Das Yukon-Charley Rivers National Preserve, ein Schutzgebiet am Yukon mit paläontologischen und archäologischen Fundstätten.

Mehrfach wurden Erweiterungen von Schutzgebieten mit höherem Schutzstatus als Preserve ausgewiesen, um in ihnen die bestehenden Nutzungen (insbesondere Beweidung und Jagd) fortführen zu können. Beispiele hierfür sind Craters of the Moon National Monument & Preserve in Idaho oder der Katmai National Park & Preserve in Alaska.
Zwei Gebiete tragen aus historischen Gründen die Bezeichnung Reserve, sie werden wie Preserves verwaltet.

## Liste der National Preserves
| National Preserve                                               | Bundesstaat                  |
| --------------------------------------------------------------- | ---------------------------- |
| Aniakchak National Monument and Preserve                        | Alaska                       |
| Bering Land Bridge National Preserve                            | Alaska                       |
| Big Cypress National Preserve                                   | Florida                      |
| Big Thicket National Preserve                                   | Texas                        |
| City of Rocks National Reserve                                  | Idaho                        |
| Craters of the Moon National Monument and Preserve              | Idaho                        |
| Denali National Park and Preserve                               | Alaska                       |
| Ebey’s Landing National Historic Reserve                        | Washington                   |
| Gates of the Arctic National Park and Preserve                  | Alaska                       |
| Glacier Bay National Park and Preserve                          | Alaska                       |
| Great Sand Dunes National Park and Preserve                     | Colorado                     |
| Jean Lafitte National Historical Park and Preserve              | Louisiana                    |
| Katmai National Park and Preserve                               | Alaska                       |
| Lake Clark National Park and Preserve                           | Alaska                       |
| Little River Canyon National Preserve                           | Alabama                      |
| Mojave National Preserve                                        | Kalifornien                  |
| New River Gorge National Park and Preserve                      | West Virginia                |
| Noatak National Preserve                                        | Alaska                       |
| Salt River Bay National Historical Park and Ecological Preserve | Amerikanische Jungferninseln |
| Tallgrass Prairie National Preserve                             | Kansas                       |
| Timucuan Ecological and Historic Preserve                       | Florida                      |
| Valles Caldera National Preserve                                | New Mexico                   |
| Yukon-Charley Rivers National Preserve                          | Alaska                       |
| Wrangell-St. Elias National Park and Preserve                   | Alaska                       |